# Brouillards
Pour un article plus général, voir Préludes de Debussy.
Brouillards est le premier prélude du deuxième livre des Préludes pour piano de Claude Debussy. 

## Présentation
Brouillards est composé entre 1911 et 1912, et créé à Paris le 5 mars 1913 à la salle Érard, par le compositeur au piano. L'œuvre est également donnée au sein du cycle complet du deuxième livre des Préludes, le 12 juin 1913 à Londres, au Aeolian Hall, par Walter Rummel.
La partition est publiée par Durand en 1913.

## Analyse et commentaires

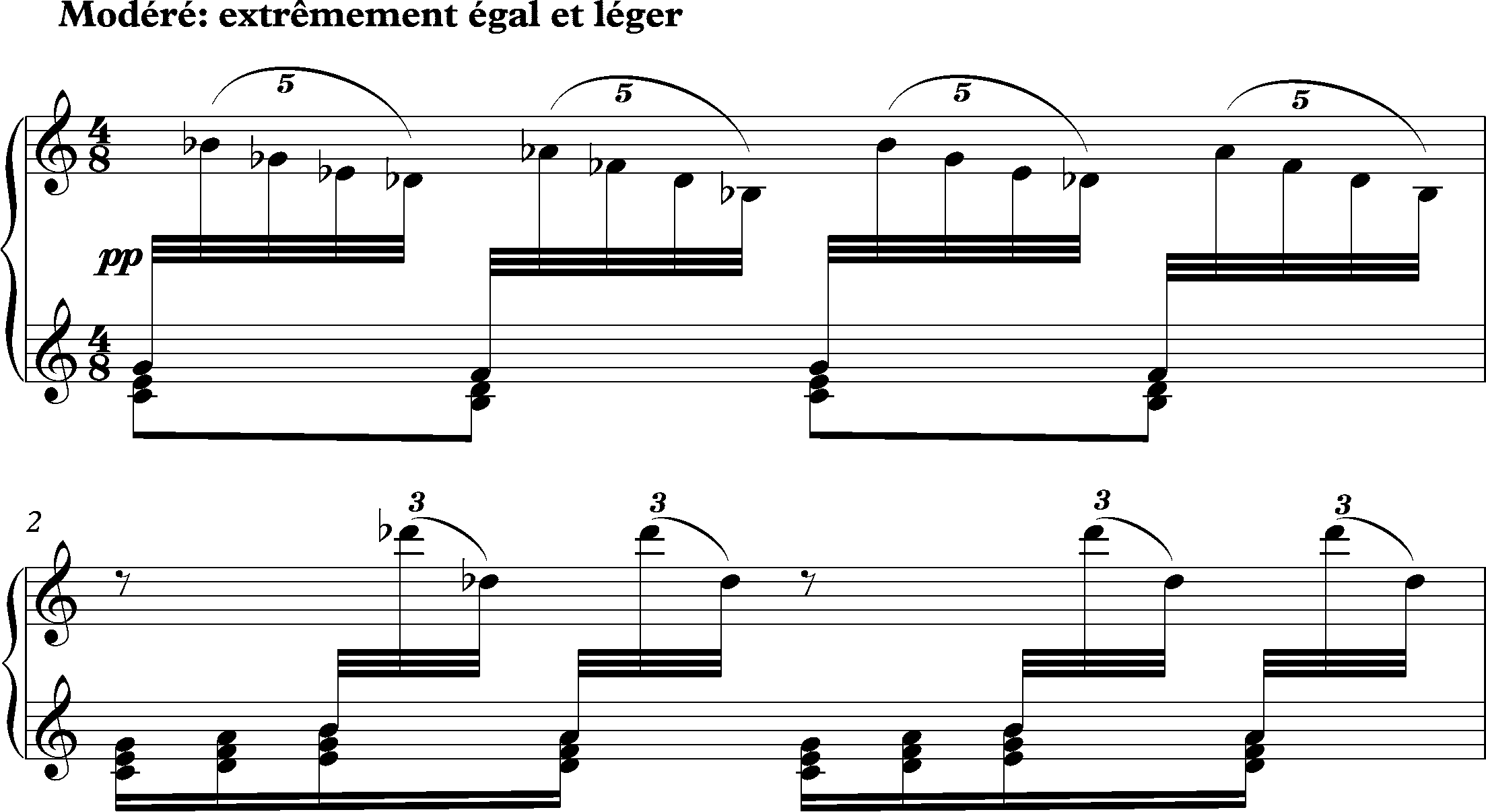
Mesures du début de Brouillards.

Brouillards, d'une durée moyenne d'exécution de trois minutes environ, est de tempo « modéré », à 
.
La pièce, l'une « des plus admirables de la série » selon Guy Sacre, donne le ton du deuxième livre de Préludes, celui d'une « maîtrise accrue, faite d'audaces et de nouveautés qui n'ont rien perdu de leur force aujourd'hui ».
Le prélude présente une « écriture clairement bi-tonale superposant d'entrée de jeu ut et sol . La pièce semble se polariser cependant in fine plutôt sur le do, cependant qu'un motif fugitif et inquiétant surgit du « fog londonien » comme un personnage d'Edgar Poe, en do  ». Dans l'ensemble, la main droite joue sur les touches noires du piano, en rapides arpèges descendants, tandis que la main gauche se cantonne aux touches blanches.
Pour Alfred Cortot, le morceau est « une vapeur de sonorités, en suspens dans la superposition, à la seconde mineure, de tonalités qui se confondent, [et] prête un aspect irréel, presque fantômal, à la ligne mélodique qui tente de s'en dégager. Quelques brèves lueurs, rayons de phare sitôt happés par la brume, et dont le brusque évanouissement rend l'atmosphère plus équivoque et plus incertaine encore ».
Pour Vladimir Jankélévitch, le prélude « laisse frissonner comme un voile les quintolets de triples croches et pousse la déréalisation de la matière jusqu'à la plus extrême limite de la ténuité ».
Sacre relève la « beauté des mesures ultimes qui, comme si souvent chez Debussy, rentrent dans le silence originel ». Pour Jankélévitch, dans cette fin du prélude, « un dernier filet de vapeur agonise, [...] dans les feuillages d'octobre ».
Dans le catalogue des œuvres du compositeur établi par le musicologue François Lesure, Brouillards porte le numéro L 131 (123) no 1.

## Discographie sélective
- Debussy : Piano works Vol. 4, François-Joël Thiollier (piano), Naxos 8.553293, 1998[10].
- Debussy: Préludes, Steven Osborne (piano), Hyperion Records CDA 67530, 2006[11].
- Debussy : Complete Works for Piano, Volume 1, Jean-Efflam Bavouzet (piano), Chandos Records CHAN 10421, 2007[12].
- Debussy : The Solo Piano Works, Noriko Ogawa (piano), BIS Records CD 1955/56, 2012[13].
- Claude Debussy : The complete works, CD 4, Yuri Egorov (piano), Warner Classics, 2018[14].